# Атлантик (Вирџинија)
Атлантик (енгл. Atlantic) насељено је место без административног статуса у америчкој савезној држави Вирџинија.

## Демографија
По попису из 2010. године број становника је 862.
| Група             | 2000.    | 2010.       |
| Белци             | 0 (0,0%) | 544 (63,1%) |
| Афроамериканци    | 0 (0,0%) | 282 (32,7%) |
| Азијати           | 0 (0,0%) | 5 (0,6%)    |
| Хиспаноамериканци | 0 (0,0%) | 14 (1,6%)   |
| Укупно            | 0        | 862         |